# Soulier d'or belge 2007
Le Soulier d'or 2007 est un trophée individuel, récompensant le meilleur joueur du championnat de Belgique sur l'ensemble de l'année 2007. Ceci comprend donc à deux demi-saisons, la fin de la saison 2006-2007, de janvier à juin, et le début de la saison 2007-2008, de juillet à décembre.

## Lauréat
Il s'agit de la cinquante-quatrième édition du trophée, remporté par le milieu de terrain et capitaine du Standard de Liège Steven Defour. Avant la soirée de remise du trophée, il est un des deux favoris avec le meneur de jeu égyptien d'Anderlecht Ahmed Hassan. Celui-ci remporte d'ailleurs le premier tour des votes, mais l'excellent début de saison du Standard permet à Defour de remporter largement le second tour, et s'assure une avance de plus de 100 points sur con concurrent. Le troisième du classement final est le buteur du Cercle de Bruges Tom De Sutter, à bonne distance des deux premières places. À noter que le vainqueur de l'édition précédente, le marocain Mbark Boussoufa, ne remporte cette année aucun point.
D'autres prix sont attribués pendant la cérémonie. Jérôme Efong Nzolo reçoit celui du « Meilleur arbitre », les supporters du FC Malines celui des « Meilleurs supporters », et Tom Soetaers celui du plus beau but de la saison.

## Classement complet
| Place | Vainqueur            | Nationalité | Club                           | Points |
| ----- | -------------------- | ----------- | ------------------------------ | ------ |
| 1.    | Steven Defour        |             | Standard de Liège              | 312    |
| 2.    | Ahmed Hassan         |             | RSC Anderlecht                 | 206    |
| 3.    | Tom De Sutter        |             | Cercle Bruges                  | 94     |
| 4.    | Daniel Zitka         |             | RSC Anderlecht                 | 90     |
| 5.    | Mohammed Tchité      | [ 2 ]       | RSC Anderlecht                 | 74     |
| 6.    | François Sterchele   |             | Germinal Beerschot / FC Bruges | 72     |
| 7.    | Marouane Fellaini    |             | Standard de Liège              | 62     |
| 8.    | Stijn De Smet        |             | Cercle Bruges                  | 61     |
| 9.    | Milan Jovanović      |             | Standard de Liège              | 51     |
| 10.   | Stijn Stijnen        |             | FC Bruges                      | 34     |
| 11.   | Lucas Biglia         |             | RSC Anderlecht                 | 33     |
| ==.   | Oleg Iachtchouk      |             | Cercle Bruges                  | 33     |
| 13.   | Tom Soetaers         |             | KRC Genk                       | 21     |
| ==.   | Elrio van Heerden    |             | FC Bruges                      | 21     |
| 15.   | Elyaniv Barda        |             | KRC Genk                       | 19     |
| 16.   | Hernán Losada        |             | Germinal Beerschot             | 18     |
| 17.   | Bryan Ruiz           |             | La Gantoise                    | 17     |
| 18.   | Karel Geraerts       |             | Standard de Liège              | 12     |
| 19.   | Nicolás Frutos       |             | RSC Anderlecht                 | 11     |
| ==.   | Philippe Clement     |             | FC Bruges                      | 11     |
| 21.   | Fabien Camus         |             | Sporting Charleroi             | 8      |
| 22.   | Sébastien Pocognoli  |             | KRC Genk                       | 7      |
| ==.   | Alin Stoica          |             | FC Bruges                      | 7      |
| ==.   | Honour Gombami       |             | Cercle Bruges                  | 7      |
| 25.   | Nicolas Lombaerts    |             | La Gantoise                    | 6      |
| ==.   | Jonathan Blondel     |             | FC Bruges                      | 6      |
| ==.   | Olivier Doll         |             | KSC Lokeren                    | 6      |
| ==.   | Jonathan Legear      |             | RSC Anderlecht                 | 6      |
| 29.   | Guillaume Gillet     |             | La Gantoise                    | 5      |
| ==.   | Olivier Deschacht    |             | RSC Anderlecht                 | 5      |
| ==.   | Boško Balaban        |             | FC Bruges                      | 5      |
| ==.   | Gustavo Colman       |             | Germinal Beerschot             | 5      |
| ==.   | Mohamed Sarr         |             | Standard de Liège              | 5      |
| ==.   | Axel Witsel          |             | Standard de Liège              | 5      |
| 35.   | Goran Ljubojević     |             | KRC Genk                       | 4      |
| ==.   | Logan Bailly         |             | KRC Genk                       | 4      |
| 37.   | Wouter Vrancken      |             | KRC Genk                       | 3      |
| ==.   | Thomas Chatelle      |             | KRC Genk                       | 3      |
| 39.   | Dante                |             | Standard de Liège              | 2      |
| ==.   | Wilfried Dalmat      |             | Standard de Liège              | 2      |
| ==.   | Sergiy Serebrennikov |             | Cercle Bruges                  | 2      |
| ==.   | Hans Cornelis        |             | KRC Genk                       | 2      |
| ==.   | Koen Persoons        |             | FC Malines                     | 2      |
| ==.   | Sanharib Malki       |             | Germinal Beerschot             | 2      |
| ==.   | Dominic Foley        |             | La Gantoise                    | 2      |
| ==.   | Igor de Camargo      |             | Standard de Liège              | 2      |
| ==.   | Wim De Decker        |             | KRC Genk                       | 2      |
| ==.   | Christophe Grégoire  |             | La Gantoise                    | 2      |
| ==.   | Frank Defays         |             | Sporting Charleroi             | 2      |
| ==.   | Luciano              |             | Germinal Beerschot             | 2      |
| 51.   | Marcos Camozzato     |             | Standard de Liège              | 1      |
| ==.   | Peter Delorge        |             | Saint-Trond VV                 | 1      |
| ==.   | Jeroen Simaeys       |             | Saint-Trond VV / FC Bruges     | 1      |
| ==.   | Steven De Petter     |             | Dender                         | 1      |
| ==.   | Jackson Coelho       |             | KVC Westerlo                   | 1      |
| ==.   | Igor Lolo            |             | Germinal Beerschot / KRC Genk  | 1      |
| ==.   | Adnan Čustović       |             | Excelsior Mouscron             | 1      |

## Autres prix

### Arbitre
| Place | Vainqueur          | Nationalité |
| ----- | ------------------ | ----------- |
| 1     | Jérôme Efong Nzolo | Belgique    |
| 2     | Frank De Bleeckere | Belgique    |
| 3     | Paul Allaerts      | Belgique    |

### Meilleurs supporters
| Place | Vainqueur             |
| ----- | --------------------- |
| 1     | FC Malines            |
| 2     | Standard de Liège     |
| 3     | Germinal Beerschot A. |

### Meilleur but
| 1 | Tom Soetaers | Belgique | RC Genk |

### Sources
- (nl) Cet article est partiellement ou en totalité issu de l’article de Wikipédia en néerlandais intitulé « Belgische Gouden Schoen 2007 » (voir la liste des auteurs).